# Kitu (Vavaʻu)
Kitu ist eine kleine, unbewohnte Insel in der tonganischen Inselgruppe Vavaʻu.

## Geographie
Kitu liegt vor der Nordspitze von Nuapapu im Ava Pulepulekai Channel. Im Norden schließen sich Luafatu vor der Nordspitze von Hunga, sowie das Kap Fata von Vavaʻu an.

## Klima
Das Klima ist tropisch heiß, wird jedoch von ständig wehenden Winden gemäßigt. Ebenso wie die anderen Inseln der Vavaʻu-Gruppe wird Kitu gelegentlich von Zyklonen heimgesucht.